# ナナイモ空港
ナナイモ空港（ナナイモくうこう、英語: Nanaimo Airport、(IATA: YCD, ICAO: CYCD)）は、カナダ・ブリティッシュコロンビア州ナナイモから南東へ13kmにある空港。
1999年に空港ターミナルは第一次世界大戦のエース・パイロットでナナイモ生まれのレイモンド・コリショウにちなんで命名された。このナナイモ＝コリショウ空港ターミナルは旅客ターミナルである。
空港ターミナルは2015年に312,000人の乗客がおり、99%以上の天候信頼性を持つ高度な計器着陸システムが運用されている。レンタカー、タクシー、シャトルサービス、レストラン、土産物店を備えた現代的な空港施設である。障害者向けを含む長期・短期用の大型有料駐車場がある。
ナナイモ空港にはエアカナダとウエストジェット航空が乗り入れており、カナダの主要都市を結ぶ路線を運航している。

## 就航路線
| 航空会社                 | 就航地                                 |
| ------------------------ | -------------------------------------- |
| エアカナダ               | トロント                               |
| エアカナダ・エクスプレス | カルガリー、バンクーバー               |
| ウエストジェット航空     | カルガリー、バンクーバー、エドモントン |

### 貨物

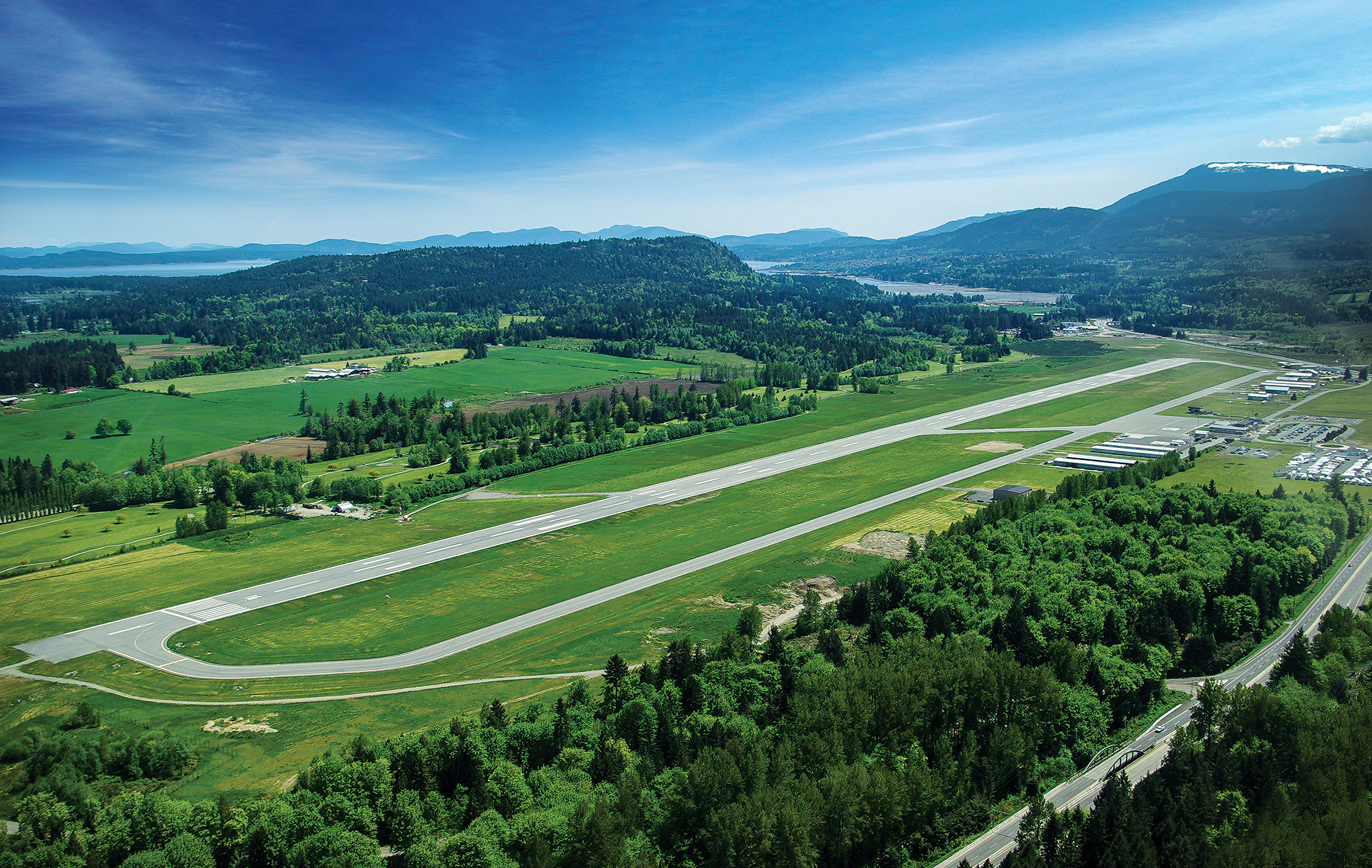
上空から

| 航空会社                   | 就航地       |
| -------------------------- | ------------ |
| フェデックス・エクスプレス | バンクーバー |
| スカイリンク・エクスプレス | バンクーバー |